# Rochus van Montpellier

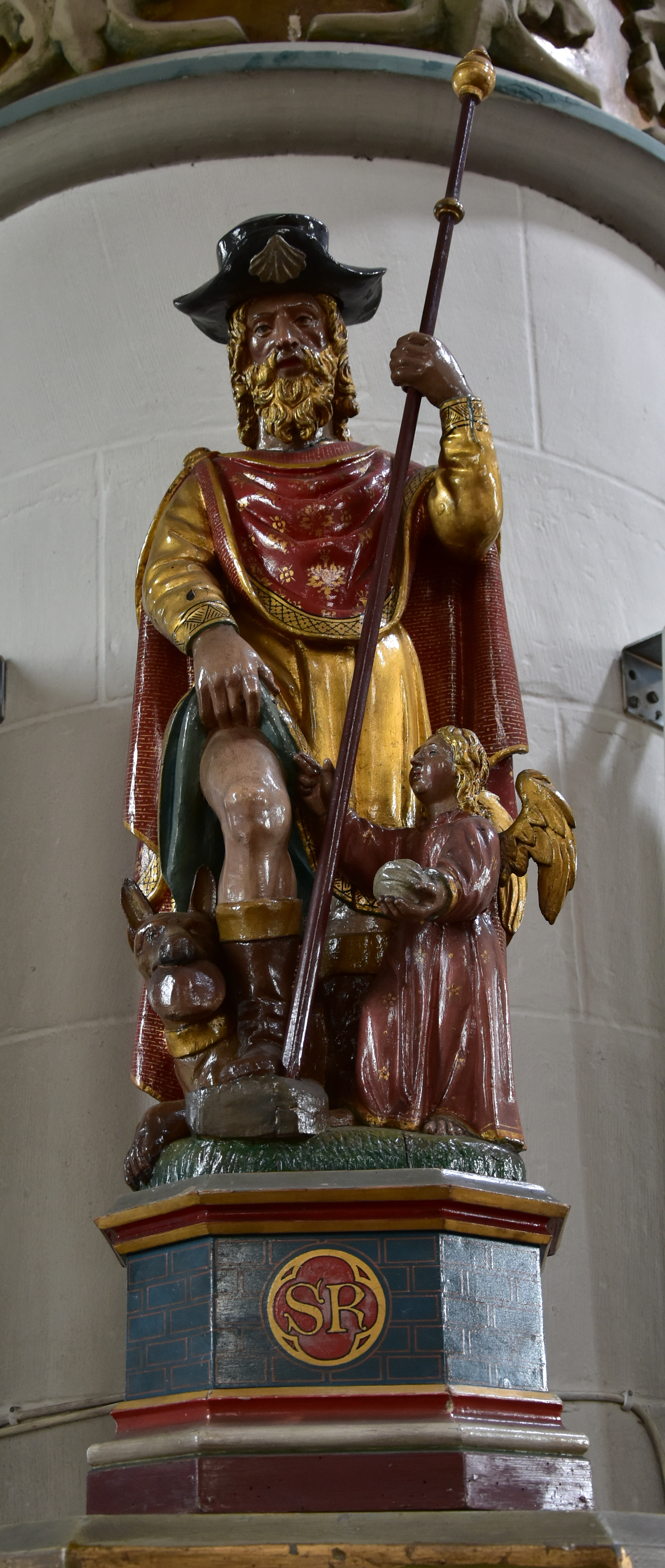
De heilige Rochus toont beenwond aan engel in de kerk van Sint-Kwintens-Lennik

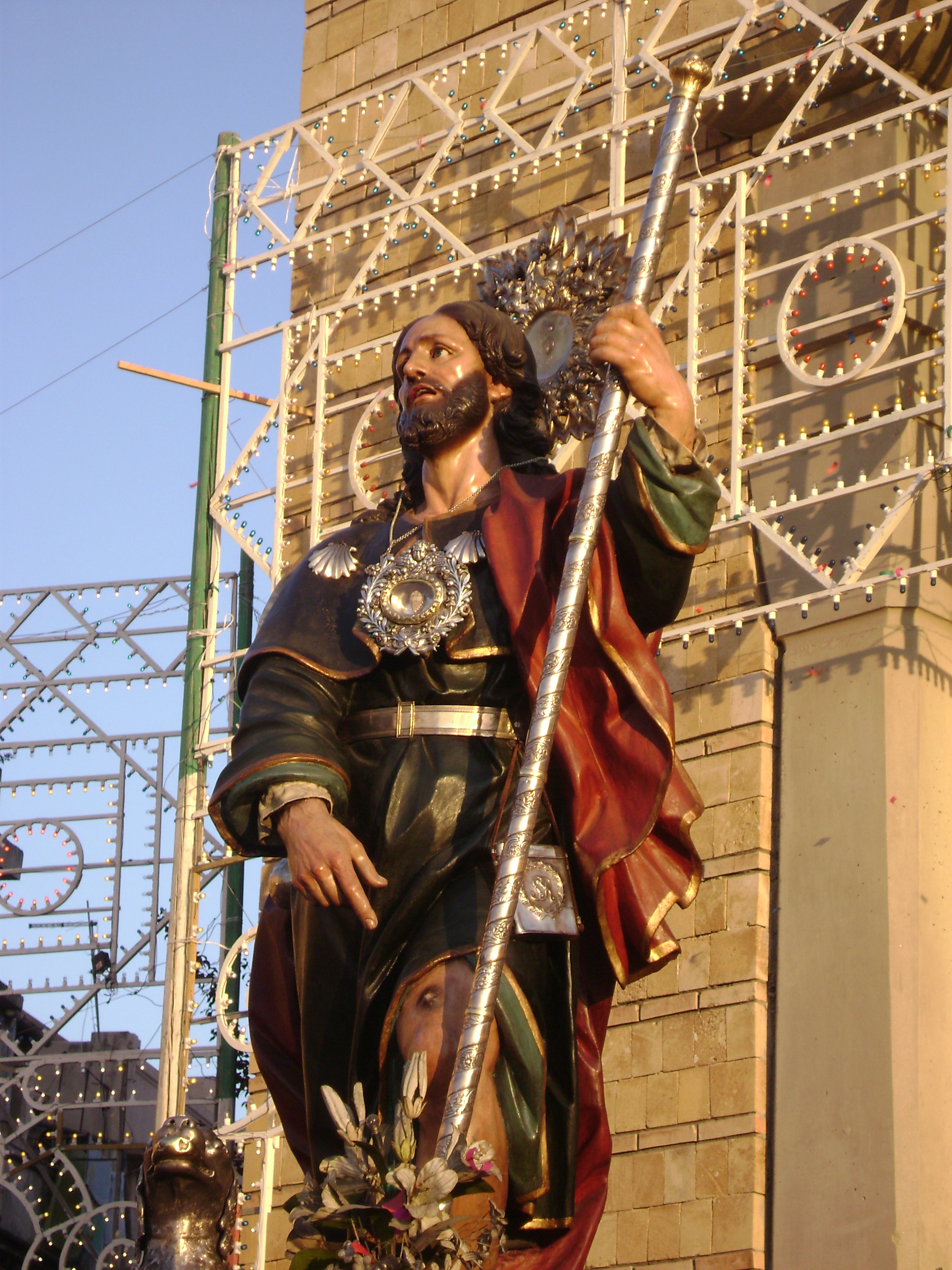
Rochus bij de kerk van Scilla (Italië)

Rochus van Montpellier (Montpellier, 1295 – 1327) is een Franse heilige. Men rekent hem tot de zes pestheiligen.

## Hagiografie
Zijn hagiografie vertelt dat Rochus werd geboren te Montpellier. Hij was de enige zoon van Joannes en Libera, die hij verloor toen hij 20 jaar oud was. Zodra hij kon, gaf hij zijn geërfde vermogen aan de armen en vertrok in 1317 te voet naar Rome. Onderweg verpleegde hij zieken, bij voorkeur pestlijders, en verwierf spoedig naam, omdat hij sommigen genas door het kruisteken over hen te maken. Op de terugreis werd hij te Piacenza zelf door de pest aangetast. In de iconografie wordt hij daarom vaak met een open been afgebeeld. Hij trok zich terug in een bos en werd daar door een engel genezen. Bij zijn terugkeer in Montpellier werd hij op bevel van zijn oom als spion gevangengenomen. Hij verbleef vijf jaar lang, tot aan zijn dood, in de gevangenis. Toen hij stierf verscheen er een engel in glanzend licht die verkondigde dat allen die Rochus aanriepen tegen de pest, genezen zouden worden. Dit verhaal ging onmiddellijk rond in Montpellier. Zijn oom liet zijn lichaam met veel eerbied wegnemen en liet vele lijkdiensten opdragen als schuldbekentenis.
Ofschoon nooit officieel heilig verklaard, vond al in de 14e eeuw zijn naam de weg naar het missaal en wordt zijn feest op verschillende dagen gevierd (16, 17, 18 of 30 augustus). Hij is de patroon tegen pest en besmettelijke ziekten, hij wordt gerekend tot de 14 noodhelpers. In Montpellier staat zijn patroonskerk, de Sint-Rochuskerk.

## Sint-Rochusverlichting
Sint-Rochus is de patroonheilige van de stad Aarschot. In Aarschot viert men de Sint-Rochusverlichting, ontstaan uit een belofte van de inwoners om op de vooravond van zijn naamfeest kaarsjes te ontsteken als de ze gespaard zouden blijven voor de pest. Sint-Rochus zou  de Aarschottenaars al meermaals van de Zwarte Dood hebben bevrijd. Uit dankbaarheid daarvoor werd aanvankelijk het stadhuis jaarlijks met kaarsjes verlicht op 15 augustus. Rond 1850 raakte deze traditie steeds meer verspreid doorheen de gehele stad. Het evenement is erkend als immaterieel cultureel Vlaams erfgoed.

## Patroonheilige
Sint-Rochus is naast patroonheilige van Aarschot ook die van de gemeente Huldenberg waar hij driejaarlijks vereerd wordt tijdens een 'Ommeganck' te zijner ere. Ook het Oost-Vlaamse Schorisse, deelgemeente van Maarkedal, eert de heilige jaarlijks met een ommegang waarbij paard, ruiter en koetsier rond het dorp rijden. Ook een ceremonie bij het oorlogsmonument aldaar wordt hieraan gekoppeld.